# 삼국지: 황건적의 난
《삼국지: 황건적의 난》(중국어: 魔国志之黄巾之乱)는 2018년에 개봉한 중국의 액션, 판타지영화이다. 회우가 감독을  맡았다. 대한민국에서는 2018년 11월 29일에 개봉되었다.

## 줄거리
난세를 구할 그들의 전투가 시작된다!

조정이 부패하여 백성들이 도탄에 빠진 후한 말기, 
신선으로부터 풍도천수를 받아 엄청난 힘을 얻게 된 ‘장각’은 
태평도를 만들어 대규모 농민봉기 ‘황건적의 난’을 일으키고, 
이에 맞선 ‘조조’는 신선 ‘좌자’의 도움을 받아 ‘장각’의 형제 ‘장량’을 무찌른다. 
이에 분노한 ‘장각’은 동생의 원수를 갚기 위해 
강대한 군사를 이끌고 낙양을 공격하겠다고 선포하고, 
‘조조’는 ‘좌자’의 지도를 받아 그의 제자인 ‘곽가’, 
‘유비’와 ‘관우’, 조조의 정혼자인 ‘향향’까지 힘을 합쳐 
‘장각’의 군사들과 맞서 싸우기 위해 전투를 준비하기 시작하는데…

## 출연진
- 왕쟁 - 조조 역
- 하육준 - 유비 역
- 장하명 - 관우 역
- 후효동 - 곽가 역